# Клехо великий
Клехо великий (Hemiprocne mystacea) — вид серпокрильцеподібних птахів родини клехових (Hemiprocnidae).

## Поширення
Вид поширений на півночі Молуккських островів, в Новій Гвінеї, архіпелазі Бісмарка і Соломонових островах. Мешкає у тропічних і субтропічних низинних дощових лісах та гірських вологих лісах.

## Опис
Тіло завдовжки 28-31 см. Вага — до 80 г. Верхня частина тіла сіро-блакитна, по боках світло-сіре. Черево та гузно білі. Голова та горло чорні. На голові є великий чубчик. Від вуздечки до потилиці проходять чіткі білі брови, від щоки до задньої частини шиї — вуса такого ж кольору. Пір'я, що накриває вуха, у самців темно-каштанове, у самок — темно-зелене. Хвіст вилчастий, чорний.

## Спосіб життя
Живиться у польоті, полюючи на дрібних комах. Зазвичай, полює невеликими зграєми ввечері або у сутінках. Гніздо будується обома батьками з пір'я на тонкій гілці на висоті 8-40 м. У гнізді одне біле яйце. Яйце розташоване в гнізді строго вертикально і ймовірно приклеєне до гнізда слиною. Яйце по черзі висиджують обидва партнери. Вирощуванням пташенят, в основному, займаються самиці. Загальна тривалість інкубаційного періоду та періоду виховування пташенят перевищує 60 днів.